# Saint-Georges-de-Baroille
Saint-Georges-de-Baroille ist eine französische Gemeinde  mit 452 Einwohnern (Stand: 1. Januar 2022) im Département Loire in der Region Auvergne-Rhône-Alpes (vor 2016 Rhône-Alpes). Sie gehört zum Arrondissement Roanne und zum Kanton Boën-sur-Lignon.

## Geographie
Die Gemeinde Saint-Georges-de-Baroille liegt 18 Kilometer südlich von Roanne an der Mündung des Flusses Aix in die Loire, die die östliche Gemeindegrenze bildet. Umgeben wird Saint-Georges-de-Baroille von den Nachbargemeinden Saint-Paul-de-Vézelin im Norden, Pinay im Norden und Nordosten, Saint-Marcel-de-Félines im Osten, Nervieux im Süden, Pommiers im Südwesten und Westen sowie Vézelin-sur-Loire im Nordwesten. Nahe um die Gemeinde herum verlaufen die Autobahnen 72 und 89 und die autobahnartig ausgebaute RN 82.

## Bevölkerungsentwicklung
| Jahr                       | 1962 | 1968 | 1975 | 1982 | 1990 | 1999 | 2006 | 2013 | 2022 |
| Einwohner                  | 249  | 231  | 206  | 260  | 282  | 281  | 299  | 390  | 452  |
| Quellen: Cassini und INSEE |      |      |      |      |      |      |      |      |      |

## Sehenswürdigkeiten
- Kirche Saint-Georges
- Oppidum von Chazy
- Kapelle von Baroille aus dem 13. Jahrhundert
- Wasserturm

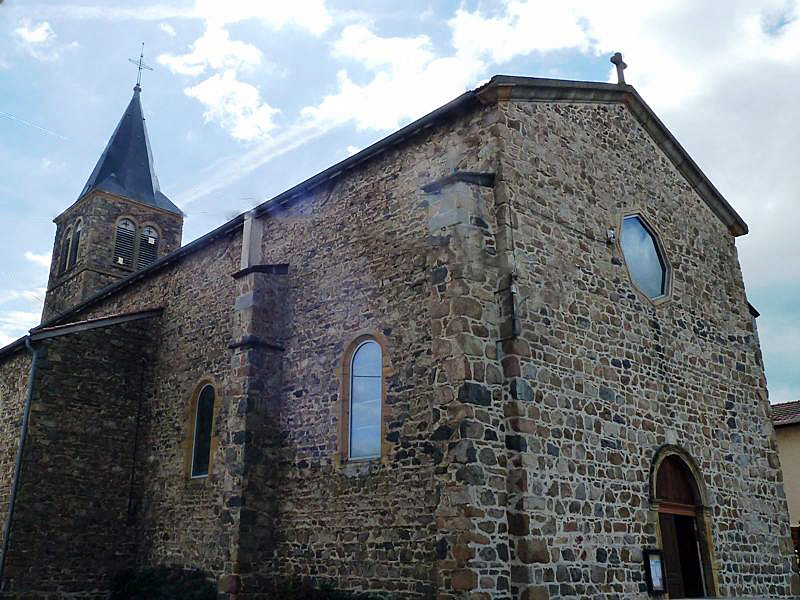
Kirche Saint-Georges
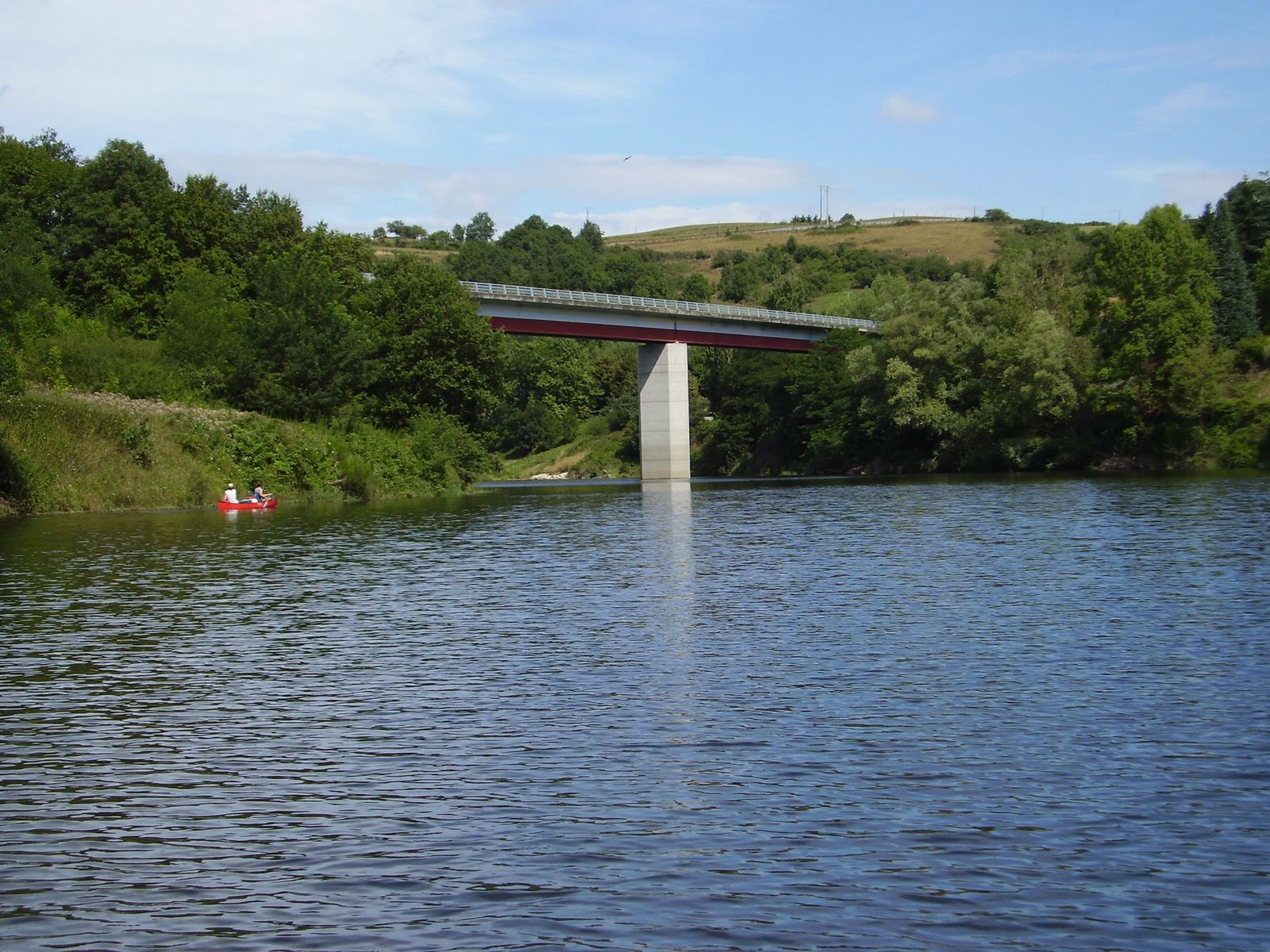
Loirebrücke